# Jochim Busch
Jochim Peter Johannes Busch (* 18. November 1986 in Tübingen) ist ein deutscher Koch.

## Werdegang
Nach seiner Ausbildung in Metzingen kochte Busch im Restaurant Furisto im Hotel Fürstenhof in Reutlingen. 2009 ging er nach Baden-Baden in den Wintergarten des Brenners Park-Hotel, wo er 2011 ins Team von  Andreas Krolik ins Brenners Park-Restaurant wechselte. 2012 ging er als Souschef unter Krolik nach Frankfurt am Main in das Tiger-Gourmetrestaurant im Tigerpalast.
Küchenchef wurde er 2015 im neu eröffneten Restaurant Gustav in Frankfurt am Main, das noch im gleichen Jahr mit einem Michelin-Stern ausgezeichnet wurde sowie vom Gault-Millau 16 Punkte erhielt. Im Guide Michelin 2020 erhielt das Gustav den zweiten Stern.
Buschs Küchenstil wird der „modernen deutschen Regionalküche“ zugeordnet, die er jedoch nicht „dogmatisch“ verfolge.

## Auszeichnungen
- 2015: Ein Stern, Guide Michelin 2016
- 2015: Entdeckung des Jahres, Gault-Millau 2016[6]
- 2020: Zweiter Stern, Guide Michelin